# Miguel Guerrero
Miguel Ángel Guerrero Paz conocido simplemente como el "Niche Guerrero" (Cali, 7 de septiembre de 1967) es un exfutbolista colombiano. Jugaba como delantero. Desde hace dos décadas trabaja como representante de futbolistas latinos en Europa.

## Carrera
Comenzó su carrera en 1985 jugando para el Club Atlético Bucaramanga. Jugó para el América de Cali  desde 1987 hasta 1991. En junio de ese año se fue a España para formar parte del Málaga CF. Se mantuvo hasta noviembre de 1991. A finales de ese año regresó a Colombia para formar parte nuevamente del América de Cali, en donde jugó hasta 1992. En 1993 pasó a formar parte del Junior de Barranquilla. Jugó para ese equipo hasta 1994. En ese mismo año se fue a Italia, donde jugó para el Bari. Jugó hasta 1995. En ese año regresó a España para sumarse al Mérida. Estuvo ligado a ese equipo hasta 1996. En ese año regresó a Italia, formando parte nuevamente del Bari donde estuvo hasta 1999. En el año 1999 regresó a su país natal para sumarse a las filas del DIM (6 meses) y nuevamente a las filas del Junior de Barranquilla, donde permaneció otros seis meses para posteriormente irse al fútbol suizo con el club Winterthur, donde se retiró.
Fue Campeón del Fútbol Colombiano con América de Cali en 1990, 1992 y en el Junior de Barranquilla en 1993.
Actualmente es empresario de jugadores.

## Selección nacional
Jugó con la Selección Colombia Sub-20 en el Campeonato Mundial Sub-20 Chile 1987. Ha sido internacional con la Selección de fútbol de Colombia entre 1990 y 1995. Participó en el Mundial de 1990.

### Participaciones enCopas del Mundo
| Mundial                  | Sede                     | Resultado                | PJ                           | GA | Asis |
| ------------------------ | ------------------------ | ------------------------ | ---------------------------- | -- | ---- |
| Mundial Sub-20 de 1987   | Chile                    | Fase de grupos           | 3                            | 2  | 0    |
| Mundial de Italia 1990   | Italia                   | Octavos de final         | 0 (4 partidos como suplente) | 0  | 0    |
| Total en Copas del Mundo | Total en Copas del Mundo | Total en Copas del Mundo | 3                            | 2  | 0    |

### Participaciones enCopas América
| Torneo            | Sede    | Resultado    | PJ | GA | Asis |
| ----------------- | ------- | ------------ | -- | -- | ---- |
| Copa América 1995 | Uruguay | Tercer lugar | 1  | 0  | 0    |

## Clubes
| Club                   | País     | Año       |
| ---------------------- | -------- | --------- |
| Atlético Bucaramanga   | Colombia | 1985-1987 |
| América de Cali        | Colombia | 1987-1991 |
| Málaga                 | España   | 1991      |
| América de Cali        | Colombia | 1991-1992 |
| Junior de Barranquilla | Colombia | 1993-1994 |
| Bari                   | Italia   | 1994-1995 |
| Mérida                 | España   | 1996      |
| Bari                   | Italia   | 1996-1999 |
| Junior de Barranquilla | Colombia | 2000      |
| Winterthur             | Suiza    | 2001      |

## Palmarés

### Campeonatos nacionales
| Título           | Club            | País     | Año  |
| ---------------- | --------------- | -------- | ---- |
| Primera División | América de Cali | Colombia | 1990 |
| Primera División | América de Cali | Colombia | 1992 |
| Primera División | Junior          | Colombia | 1993 |